# Stapfiella lucida
Stapfiella lucida är en passionsblomsväxtart som beskrevs av Robyns. Stapfiella lucida ingår i släktet Stapfiella och familjen passionsblomsväxter. Utöver nominatformen finns också underarten S. l. pubescens.